# Список епізодів мультсеріалу «Вондер Тут і Там»
Список епізодів мультсеріалу «Вондер Тут і Там»
| Сезон        | Епізоди                  | Оригінальна трансляція | Оригінальна трансляція |
| Сезон        | Епізоди                  | Перший ефір            | Останній ефір          |
| ------------ | ------------------------ | ---------------------- | ---------------------- |
| 1            | 39 (серій) / 21 (епізод) | 16 серпня 2013         | 4 грудня 2014          |
| 2            | 41 (серій) / 22 (епізод) | 3 серпня 2015          | 27 червня 2016         |
| Міні-епізоди | 11                       | 20 липня 2015          | 3 серпня 2015          |

## 1 сезон (2013–2014)
| Номер | Назва епізоду українською         | Оригінальна назва                            | Сценарист                                                 | Дата виходу серії | Дата виходу в Україні (ПлюсПлюс) | Код  |
| ----- | --------------------------------- | -------------------------------------------- | --------------------------------------------------------- | ----------------- | -------------------------------- | ---- |
| 1     | Найвеличніший                     | The Greatest                                 | Крейг МакКракен, Бен Джосеф                               | 13 вересня 2013   | 8 серпня 2016                    | 101a |
| 2     | Яйце                              | The Egg                                      | Лоурен Фоуст, Крейг МакКракен                             | 13 вересня 2013   | 8 серпня 2016                    | 101b |
| 3     | Пікнік                            | The Picnic                                   | Бен Джосеф                                                | 16 серпня 2013    | 9 серпня 2016                    | 102a |
| 4     | Втікачі                           | The Fugitives                                | Лоурен Фоуст, Джоанна Стейн                               | 20 вересня 2013   | 9 серпня 2016                    | 102b |
| 5     | Добрий вчинок                     | The Good Deed                                | Тім МакКеон                                               | 27 вересня 2013   | 10 серпня 2016                   | 103a |
| 6     | Бранець                           | The Prisoner                                 | Лоурен Фоуст, Грег Вайт                                   | 11 жовтня 2013    | 10 серпня 2016                   | 103b |
| 7     | Улюблинець                        | The Pet                                      | Бен Джосеф, Грег Вайт                                     | 4 жовтня 2013     | 11 серпня 2016                   | 104  |
| 8     | Поганець                          | The Bad Guy                                  | Бен Джосеф                                                | 18 жовтня 2013    | 12 серпня 2016                   | 105a |
| 9     | Троль                             | The Troll                                    | Лоурен Фоуст, Грег Вайт                                   | 1 листопада 2013  | 12 серпня 2016                   | 105b |
| 10    | Кробка                            | The Box                                      | Тім МакКеон                                               | 15 листопада 2013 | 13 серпня 2016                   | 106a |
| 11    | Капелюх                           | The Hat                                      | Лоурен Фоуст, Джоанна Стейн                               | 22 листопада 2013 | 13 серпня 2016                   | 106b |
| 12    | Герой                             | The Little Guy                               | Лоурен Фоуст, Бен Джосеф                                  | 6 грудня 2013     | 14 серпня 2016                   | 107  |
| 13    | Мисливці за головами              | The Bounty                                   | Метт Чапмен                                               | 24 січня 2014     | 15 серпня 2016                   | 108a |
| 14    | М'ячик                            | The Ball                                     | Бен Джосеф                                                | 10 січня 2014     | 15 серпня 2016                   | 108b |
| 15    | Герой                             | The Hero                                     | Бен Джосеф                                                | 31 березня 2014   | 16 серпня 2016                   | 109a |
| 16    | Іменинник                         | The Birthday Boy                             | Бен Джосеф                                                | 31 березня 2014   | 16 серпня 2016                   | 109b |
| 17    | Добряк                            | The Nice Guy                                 | Бен Джосеф                                                | 10 червня 2014    | 17 серпня 2016                   | 110a |
| 18    | Годинникова бомба                 | The Time Bomb                                | Метт Чапмен                                               | 10 червня 2014    | 17 серпня 2016                   | 110b |
| 19    | Елітна вечірка                    | The Fancy Party                              | Тім МакКеон                                               | 24 червня 2014    | 18 серпня 2016                   | 111a |
| 20    | Туристка                          | The Tourist                                  | Джоанна Стейн                                             | 11 червня 2014    | 18 серпня 2016                   | 111b |
| 21    | День                              | The Day                                      | Бен Джосеф                                                | 16 червня 2014    | 19 серпня 2016                   | 112a |
| 22    | Ніч                               | The Night                                    | Бен Джосеф                                                | 16 червня 2014    | 19 серпня 2016                   | 112b |
| 23    | Самотня планета                   | The Lonely Planet                            | Джоанна Стейн                                             | 17 червня 2014    | 20 серпня 2016                   | 113a |
| 24    | Мозкова атака                     | The Brainstorm                               | Бен Джосеф                                                | 17 червня 2014    | 20 серпня 2016                   | 113b |
| 25    | Тусовщик                          | The Party Animal                             | Тім МакКеон                                               | 19 липня 2014     | 21 серпня 2016                   | 114a |
| 26    | Малюк                             | The Toddler                                  | Джоанна Стейн                                             | 23 червня 2014    | 21 серпня 2016                   | 114b |
| 27    | Епічні, але нейморно важкі пошуки | The Epic Quest of Unfathomable Difficulty!!! | Франциско Енжонес, Еммі Гіжинс                            | 30 червня 2014    | 22 серпня 2016                   | 115a |
| 28    | Порожнеча                         | The Void                                     | Бен Джосеф                                                | 30 червня 2014    | 22 серпня 2016                   | 115b |
| 29    | Нудьга                            | The Funk                                     | Дерик Бачмен, Бен Джосеф                                  | 25 листопада 2014 | 23 серпня 2016                   | 116a |
| 30    | Вороги                            | The Enemies                                  | Бен Джосеф                                                | 25 листопада 2014 | 23 серпня 2016                   | 116b |
| 31    | Брехун                            | The Liar                                     | Франциско Енжонес, Еммі Гіжинс, Майк Чапмен, Лоурен Фоуст | 7 листопада 2014  | 24 серпня 2014                   | 117a |
| 32    | Приблуда                          | The Stray                                    | Бен Джосеф, Джоанна Стейн                                 | 7 листопада 2014  | 24 серпня 2014                   | 117b |
| 33    | Побачення                         | The Date                                     | Франциско Енжонес, Еммі Гіжинс                            | 17 жовтня 2014    | 25 серпня 2016                   | 118a |
| 34    | Друзі                             | The Buddies                                  | Бен Джосеф, Райан Уаллс                                   | 17 жовтня 2014    | 25 серпня 2016                   | 118b |
| 35    | Подарунок 2: Подарункопад         | The Gift 2: The Giftening                    | Франциско Енжонес, Еммі Гіжинс                            | 4 жовтня 2014     | 26 серпня 2016                   | 119a |
| 36    | Подарунок                         | The Gift                                     | Франциско Енжонес, Еммі Гіжинс                            | 4 грудня 2014     | 26 серпня 2016                   | 119b |
| 37    | Важливе завдання                  | The Big Job                                  | Ерік Роджерс                                              | 14 листопада 2014 | 27 серпня 2016                   | 120a |
| 38    | Помічник                          | The Helper                                   | Аарон Спрінгер                                            | 14 листопада 2014 | 27 серпня 2016                   | 120b |
| 39    | Гонщик                            | The Rider                                    | Франциско Енжонес, Еммі Гіджинс, Бен Джосеф               | 29 листопада 2014 | 28 серпня 2016                   | 121  |

## 2 сезон (2015–2016)
| Номер | Назва епізоду українською | Оригінальна назва          | Режисер                                     | Дата виходу серії | Дата виходу в Україні (ПлюсПлюс) | Код  |
| ----- | ------------------------- | -------------------------- | ------------------------------------------- | ----------------- | -------------------------------- | ---- |
| 40    | Супер-Злюкер              | The Greater Hater          | Дейв Томас, Едді Трігуерос                  | 3 серпня 2015     | 29 серпня 2016                   | 201  |
| 41    | Важливий день             | The Big Day                | Дейв Томас                                  | 10 серпня 2015    | 30 серпня 2016                   | 202a |
| 42    | Сніданок                  | The Breakfast              | Дейв Томас                                  | 10 серпня 2015    | 30 серпня 2016                   | 202b |
| 43    | Контактні офоби           | The Fremergency Fronfract  | Едді Трігуерос                              | 17 серпня 2015    | 31 серпня 2016                   | 203a |
| 44    | Вондер-Мен                | The Boy Wander             | Едді Трігуерос                              | 17 серпня 2015    | 31 серпня 2016                   | 203b |
| 45    | Вондери                   | The Wanders                | Дейв Томас                                  | 31 серпня 2015    | 1 вересня 2016                   | 204a |
| 46    | Звільнення                | The Axe                    | Дейв Томас                                  | 31 серпня 2015    | 1 вересня 2016                   | 204b |
| 47    | Недокручена гайка         | The Loose Screw            | Едді Трігуерос                              | 28 вересня 2015   | 2 вересня 2016                   | 205a |
| 48    | Квач                      | The It                     | Дейв Томас                                  | 28 вересня 2015   | 2 вересня 2016                   | 205b |
| 49    | Крутий                    | The Cool Guy               | Едді Трігуерос                              | 12 жовтня 2015    | 3 вересня 2016                   | 206a |
| 50    | Котострофа                | The Catastrophe            | Дейв Томас                                  | 12 жовтня 2015    | 3 вересня 2016                   | 206b |
| 51    | Гулянка                   | The Rager                  | Едді Трігуерос                              | 19 жовтня 2015    | 4 вересня 2016                   | 207a |
| 52    | Хроший поганець           | The Good Bad Guy           | Едді Трігуерос                              | 19 жовтня 2015    | 4 вересня 2016                   | 207b |
| 53    | Велика битва              | The Battle Royale          | Дейв Томас, Едді Трігуерос                  | 26 жовтня 2015    | 5 вересня 2016                   | 208  |
| 54    | Звідник                   | The Matchmaker             | Едді Трігуерос                              | 9 листопада 2015  | 6 вересня 2016                   | 209a |
| 55    | Нова іграшка              | The New Toy                | Дейв Томас                                  | 9 листопада 2015  | 6 вересня 2016                   | 209b |
| 56    | Чорний Куб                | The Black Cube             | Дейв Томас                                  | 16 листопада 2015 | 7 вересня 2016                   | 210a |
| 57    | Погляд на Корабель-Череп  | The Eye on the Skull Ship  | Едді Трігуерос                              | 16 листопада 2015 | 7 вересня 2016                   | 210b |
| 58    | Таємна Планета            | The Secret Planet          | Едді Трігуерос                              | 25 січня 2016     | 8 вересня 2016                   | 211a |
| 59    | Поганий Капелюх           | The Bad Hatter             | Дейв Томас                                  | 25 січня 2016     | 8 вересня 2016                   | 211b |
| 60    | Діра... Повне ніщо        | The Hole... Lotta Nuthin'  | Едді Трігуерос                              | 1 лютого 2016     | 9 вересня 2016                   | 212a |
| 61    | Зупинити шоу              | The Show Stopper           | Дейв Томас                                  | 1 лютого 2016     | 9 вересня 2016                   | 212b |
| 62    | Мультик                   | The Cartoon                | Беджимін Болістері, Дейв Томас              | 8 лютого 2016     | 10 вересня 2016                  | 213a |
| 63    | Бот                       | The Bot                    | Дейв Томас                                  | 8 лютого 2016     | 10 вересня 2016                  | 213b |
| 64    | Сімейна зустріч           | The Family Reunion         | Едді Трігуерос                              | 22 лютого 2016    | 11 вересня 2016                  | 214a |
| 65    | Суперник                  | The Rival                  | Едді Трігуерос                              | 22 лютого 2016    | 11 вересня 2016                  | 214b |
| 66    | Мій прекрасний Злюкер     | My Fair Hatey              | Дейв Томас, Едді Трігуерос, Джастін Найчелс | 29 лютого 2016    | 12 вересня 2016                  | 215  |
| 67    | Легенда                   | The Legend                 | Дейв Томас                                  | 7 березня 2016    | 13 вересня 2016                  | 216a |
| 68    | Погані сусіди             | The Bad Neighbors          | Едді Трігуерос                              | 7 березня 2016    | 13 вересня 2016                  | 216b |
| 69    | Рада Дупнів               | The Party Poopers          | Дейв Томас, Бенджимін Болістері             | 4 квітня 2016     | 14 вересня 2016                  | 217a |
| 70    | Змарнований час           | The Waste of Time          | Едді Трігуерос                              | 11 квітня 2016    | 14 вересня 2016                  | 217b |
| 71    | Крутий рятівник           | The Hot Shot               | Дейв Томас                                  | 30 травня 2016    | 15 вересня 2016                  | 218a |
| 72    | Гулянка                   | The Night Out              | Едді Трігуерос                              | 30 травня 2016    | 15 вересня 2016                  | 218b |
| 73    | У пошуках Капітана Тіма   | The Search for Captain Tim | Едді Трігуерос                              | 6 червня 2016     | 16 вересня 2016                  | 219a |
| 74    | Кошмарний ліс             | The Heebie Jeebies         | Дейв Томас                                  | 6 червня 2016     | 16 вересня 2016                  | 219b |
| 75    | Вондер захворів           | The Sick Day               | Дейв Томас, Бенджимін Болістері             | 13 червня 2016    | 17 вересня 2016                  | 220a |
| 76    | Хлопець з неба            | The Sky Guy                | Едді Трігуерос                              | 13 червня 2016    | 17 вересня 2016                  | 220b |
| 77    | Робомехаботатрон          | The Robomechabotatron      | Дейв Томас                                  | 20 червня 2016    | 18 вересня 2016                  | 221a |
| 78    | Квітка                    | The Flower                 | Едді Трігуерос                              | 20 червня 2016    | 18 вересня 2016                  | 221b |
| 79    | Кінець Галактики          | The End of the Galaxy      | Дейв Томас, Едді Трігуерос                  | 27 червня 2016    | 19 вересня 2016                  | 222  |

## Міні-епізоди (2015)
Крейг МакКракен оголосив через Tumblr, що починаючи з 20 липня 2013 року на Disney XD, у додатоку WATCH Disney XD, та на YouTube виходитимуть одинадцять 1-хвилинних роликів про Вондера, аж до прем'єри другого сезону серіалу 3 серпня 2015.
| Номер | Українська назва       | Оригінальна назва       | Режисер    | Сценарист                    | Дата виходу серії |
| ----- | ---------------------- | ----------------------- | ---------- | ---------------------------- | ----------------- |
| 1     | Перше захоплення       | The First Take          | Дейв Томас | Ноель Стівенсон              | 20 липня 2015     |
| 2     | Усмішка                | The Smile               | Дейв Томас | Ноель Стівенсон              | 21 липня 2015     |
| 3     | Буркотун               | The Killjoy             | Дейв Томас | Ноель Стівенсон              | 22 липня 2015     |
| 4     | Тематична пісня        | The Theme Song          | Дейв Томас | Ноель Стівенсон та Тод Кейсі | 23 липня 2015     |
| 5     | Перерва на ванну       | The Bathroom Break      | Дейв Томас | Ноель Стівенсон та Тод Кейсі | 24 липня 2015     |
| 6     | Планетарний завойовник | The Planetary Conqueror | Дейв Томас | Ноель Стівенсон та Тод Кейсі | 27 липня 2015     |
| 7     | Снайпер                | The Sharpshooter        | Дейв Томас | Ноель Стівенсон та Тод Кейсі | 28 липня 2015     |
| 8     | Глюк                   | The Glitch              | Дейв Томас | Ноель Стівенсон та Тод Кейсі | 29 липня 2015     |
| 9     | Телефонуючий           | The Caller              | Дейв Томас | Ноель Стівенсон та Тод Кейсі | 30 липня 2015     |
| 10    | Незалежно від того     | The Whatever            | Дейв Томас | Ноель Стівенсон та Тод Кейсі | 31 липня 2015     |
| 11    | Великий фініш          | The Big Finish          | Дейв Томас | Ноель Стівенсон та Тод Кейсі | 3 серпня 2015     |